# Oecopetalum mexicanum
Oecopetalum mexicanum, el cachichín, es un frutal silvestre comestible que se distribuye en México (Veracruz, Chiapas) y Guatemala. Su fruto, se extrae de la especie Oecopetalum mexicanum, pertenece a la familia Metteniusaceae, dentro de la cual hay otras especies que igualmente presentan semillas comestibles o sus hojas son utilizadas como tinte natural. 
El cachichín es un árbol o arbusto de dos a 25 metros de altura, de hojas simples de 15 a 25 cm de largo y entre siete y 10 de ancho, con forma elíptico-lanceolada. La flor es blanca, de 8 mm de largo; el fruto es globoso, verde y café al madurar, mide de dos a tres centímetros de largo por uno o dos de ancho. La semilla se caracteriza por su sabor amargo y color café y mide de siete a 9 mm de largo. Según Carballo, ésta tiene un alto contenido en grasas y proteínas.
No existe hasta el momento ningún estudio sobre el comportamiento ecológico de la especie, ni sobre el impacto de la extracción de este fruto en el desarrollo de las plantaciones naturales. Son los recolectores, conocidos como “cachichineros”, que a través de los años han utilizado y manejado este recurso, quienes mejor conocen su biología (floración, fructificación, reproducción, polinización), así como sus plagas, métodos de extracción y manejo después de la cosecha.
En Pueblo Viejo, 45 min al sur de Misantla, existe una tradición campesina que ha conservado parte de sus bosques gracias al aprovechamiento de los cachichinales, en lugar de destinarlos a la agricultura y ganadería, como una estrategia tradicional agroforestal particular de la región.
El fruto se colecta del suelo, seleccionando el de color café claro, después se deja secar a la sombra, y de esta manera se puede conservar hasta por un año. Los árboles comienzan a fructificar hasta los tres años, siendo su único depredador o plaga los cotorros.
Las mujeres lo preparan tostado o hervido, agregándole a veces un poquito de sal; se come principalmente como botana, o en algunos casos acompañando a platillos como enfrijoladas o enmoladas.